# 아머체
아머체는 디지털 몬스터에 나오는 디지멘탈을 이용한 진화체.

## 아머체 디지몬
| 디지멘탈 | 브이몬     | 웜몬       | 호크몬     | 아르마디몬 | 파닥몬     | 가트몬     |
| -------- | ---------- | ---------- | ---------- | ---------- | ---------- | ---------- |
| 용기     | 화염드라몬 | 샤드라몬   | 알로몬     | 보어몬     | 바로몬     | 링스몬     |
| 우정     | 번개드라몬 | 토게모구몬 | 링크몬     | 셰피크몬   | 스테고몬   | 비트몬     |
| 애정     | 세트몬     | 아울몬     | 호르스몬   | 프테라몬   | 피피스몬   | 스완몬     |
| 지식     | 허니비몬   | 서치몬     | 플라이비몬 | 디그몬     | 모스몬     | 버터플라몬 |
| 순진     | 야차몬     | 노헤몬     | 슈리몬     | 프로그몬   | 판초몬     | 가부키몬   |
| 성실     | 데프스몬   | 아르켈로몬 | 오르카몬   | 잠수몬     | 가오리몬   | 틸로몬     |
| 희망     | 사지타리몬 | 옥스몬     | 무스몬     | 쉬프몬     | 페가수스몬 | 고트몬     |
| 빛       | 가르고몬   | 코아틀몬   | 하피몬     | 해마몬     | 맘보몬     | 네페르티몬 |
| 기적     | 매그너몬   | 콩고몬     | 피콕몬     | 엘리퍼몬   | 라이노몬   | 메일드라몬 |
| 상냥함   | 캥거루몬   | 푸치몬     | 투칸몬     | 카멜레몬   | 프레리몬   | 오포사몬   |

## 용기의 디지멘탈
화염드라몬
샤드라몬
웜몬이 용기의 디지멘탈에 의해 아머진화한 형태.
알로몬
보어몬
아르마디몬이 용기의 디지멘탈에 의해 아머진화한 형태
바로몬
파타몬이 용기의 디지멘탈의 의해 아머진화한 형태.
랑크스몬
테일몬이 용기의 디지멘탈의 의해 아머진화한 형태.

## 우정의 디지멘탈
번개드라몬
토게모구몬
웜몬이 우정의 디지멘탈에 의해 아머진화한 형태.
링크몬
호크몬이 우정의 디지멘탈에 의해 아머진화한 형태.
세피크몬
아르마몬이 우정의 디지멘탈에 의해 아머진화한 형태.
스테고몬
파타몬이 우정의 디지멘탈에 의해 아머진화한 형태.
비트몬
테일몬이 우정의 디지멘탈에 의해 아머진화한 형태.

## 애정의 디지멘탈
세트몬
브이몬이 애정의 디지멘탈에 의해 아머진화한 형태.
아울몬
웜몬이 애정의 디지멘탈에 의해 아머진화한 형태.
호르스몬
호크몬이 애정의 디지멘탈에 의해 아머진화한 형태.
프테라몬
피피스몬
파타몬이 애정의 디지멘탈에 의해 아머진화한 형태.
스완몬
테일몬이 애정의 디지멘탈에 의해 아머진화한 형태.

## 지식의 디지멘탈
허니비몬
브이몬이 지식의 디지멘탈에 의해 아머진화한 형태.
서치몬
웜몬이 지식의 디지멘탈에 의해 아머진화한 형태.
플라이비몬
호크몬이 지식의 디지멘탈에 의해 아머진화한 형태.
디그몬
아르마디몬이 지식의 디지멘탈에 의해 아머진화한 형태.
모스몬
파타몬이 지식의 디지멘탈의 의해 아머진화한 형태.
버터플라몬
테일몬이 지식의 디지멘탈의 의해 아머진화한 형태.

## 순진의 디지멘탈
야차몬
브이몬이 순진의 디지멘탈에 의해 아머진화한 형태.
노헤몬
웜몬이 순진의 디지멘탈에 의해 아머진화한 형태.
슈리몬
호크몬이 순진의 디지멘탈에 의해 아머진화한 형태.
프로그몬
아르마디몬이 순진의 디지멘탈에 의해 아머진화한 형태.
판초몬
파타몬이 순진의 디지멘탈의 의해 아머진화한 형태.
가부키몬
테일몬이 순진의 디지멘탈의 의해 아머진화한 형태.

## 성실의 디지멘탈
데프트몬
브이몬이 성실의 디지멘탈에 의해 아머진화한 형태.
아르켈로몬
웜몬이 성실의 디지멘탈에 의해 아머진화한 형태.
오르카몬
호크몬이 성실의 디지멘탈에 의해 아머진화한 형태.
잠수몬
가오리몬
틸로몬
테일몬이 성실의 디지멘탈의 의해 아머진화한 형태.

## 희망의 디지멘탈
사지타리몬
브이몬이 희망의 디지멘탈에 의해 아머진화한 형태.
옥스몬
웜몬이 희망의 디지멘탈에 의해 아머진화한 형태.
무스몬
호크몬이 희망의 디지멘탈에 의해 아머진화한 형태.
쉬프몬
아르마디몬이 희망의 디지멘탈에 의해 아머진화한 형태
페가수스몬
고트몬
테일몬이 희망의 디지멘탈의 의해 아머진화한 형태.

## 빛의 디지멘탈
가르고몬
브이몬이 빛의 디지멘탈에 의해 아머진화한 형태.
코아틀몬
웜몬이 빛의 디지멘탈에 의해 아머진화한 형태.
하피몬
호크몬이 빛의 디지멘탈에 의해 아머진화한 형태.
해마몬
맘보몬
파타몬이 빛의 디지멘탈의 의해 아머진화한 형태.
네페르티몬
테일몬이 빛의 디지멘탈의 의해 아머진화한 형태.

## 기적의 디지멘탈
매그너몬
콩고몬
웜몬이 기적의 디지멘탈에 의해 아머진화한 형태.
피콕몬
호크몬이 기적의 디지멘탈에 의해 아머진화한 형태.
엘리퍼몬
아르마디몬이 기적의 디지멘탈에 의해 아머진화한 형태
라이노몬
파타몬이 기적의 디지멘탈의 의해 아머진화한 형태.
메일드라몬
테일몬이 기적의 디지멘탈의 의해 아머진화한 형태.

## 상냥함의 디지멘탈
캥거루몬
브이몬이 상냥함의 디지멘탈에 의해 아머진화한 형태.
푸치몬
웜몬이 상냥함의 디지멘탈에 의해 아머진화한 형태.
투칸몬
호크몬이 상냥함의 디지멘탈에 의해 아머진화한 형태.
카멜레몬
프레리몬
파타몬이 상냥함의 디지멘탈의 의해 아머진화한 형태.
오포사몬
테일몬이 상낭함의 디지멘탈의 의해 아머진화한 형태.